# Acraea interposita
Acraea interposita är en fjärilsart som beskrevs av Wichgraf 1918. Acraea interposita ingår i släktet Acraea och familjen praktfjärilar. Inga underarter finns listade i Catalogue of Life.